# Barro de Los Ausoles

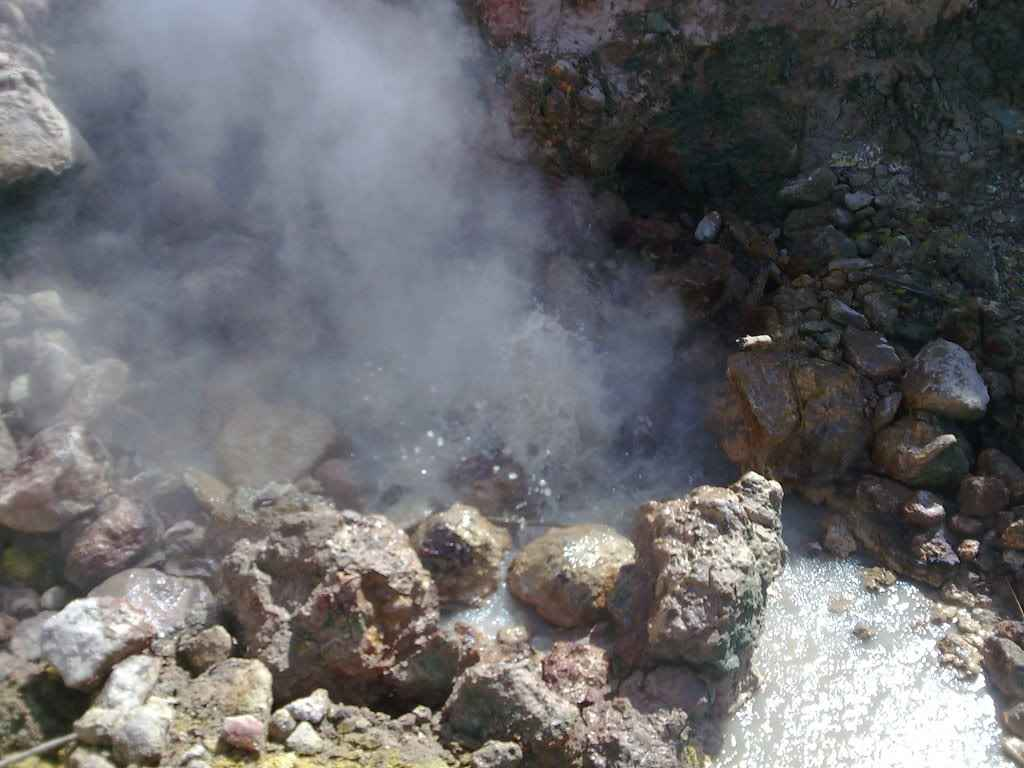
El Salitre Thermalquellen

Barro de Los Ausoles ist ein geothermisches Vulkangebiet mit einer Fläche von rund 20 km². Es befindet sich im Departamento de Ahuachapán in El Salvador an der Hauptstraße Panamericana CA 1. Die Hauptstadt San Salvador, ist etwa 100 Kilometer Fahrtstrecke entfernt.

## Geschichte
Los Ausoles ist eines der interessantesten Phänomene des Vulkanismus in Mittelamerika und ist für seine postvulkanischen Erscheinungen bekannt. Los Ausoles wurden von dem Spanier García de Polanco 1576 entdeckt. Der mexikanische Schriftsteller und Gründer der Nationalbibliothek José Vasconcelos beschrieb den Ort als „Vorzimmer der Hölle“. Im Jahr 1968 begann man in diesem Gebiet mit der Nutzung der geothermischen Energie. 1975 folgte die industrielle Stromerzeugung.

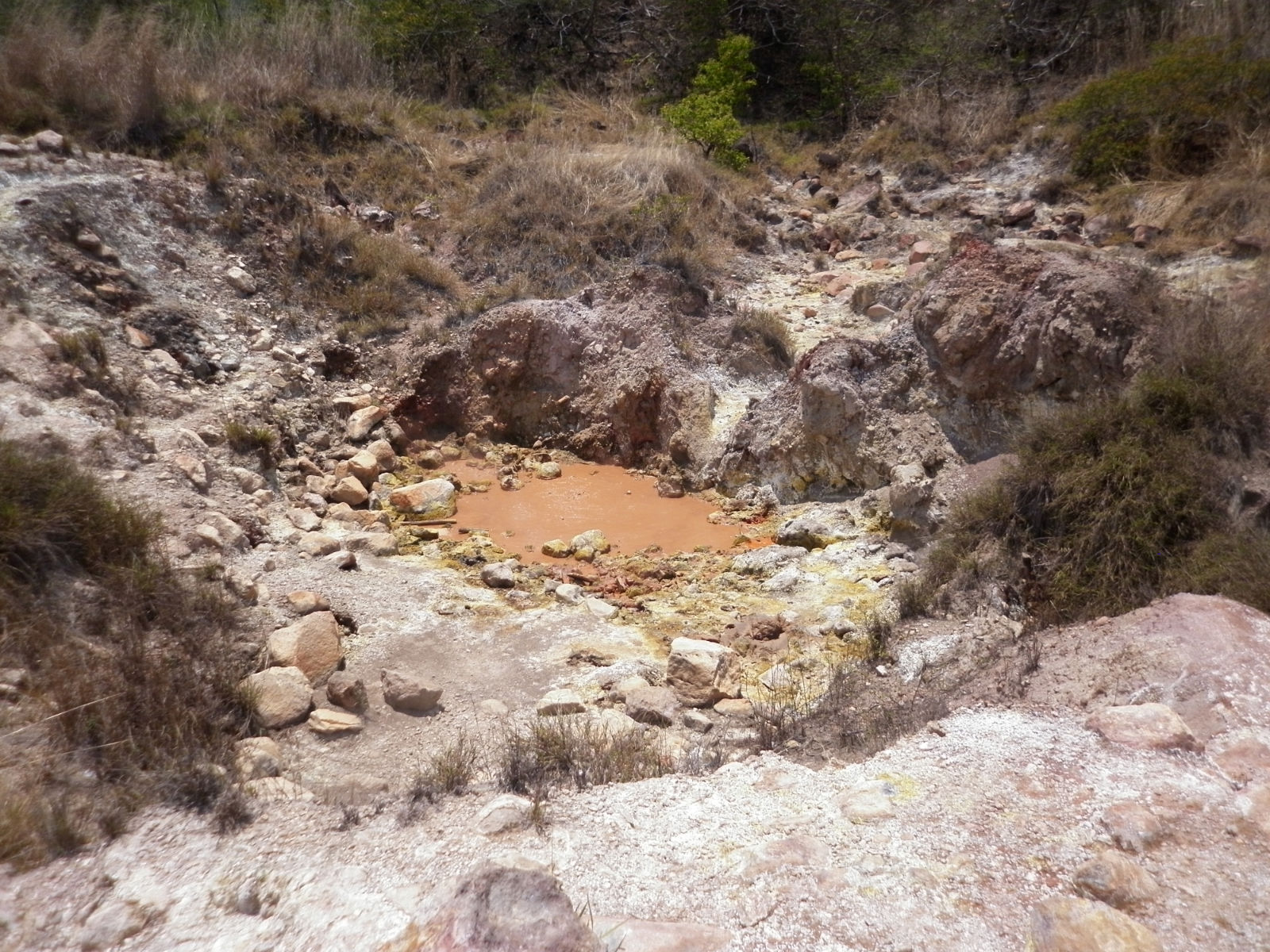
El Zapote Krater

Im  Gebiet von Los Ausoles befinden sich:
- El Zapote, ein früherer Krater mit einem Durchmesser von rund 20 Meter
- Valdivieso,  mit vier großen bis zu 20 Meter Durchmesser und mehreren kleinen Öffnungen mit aus Schwefel gebildeten Kristallen.
- La Labor, ein Schlammteich-Krater mit sieben Vulkanöffnungen und einem vertikalen rund 200 Meter tiefen Schacht  aus denen zeitweise unter hohem Druck Schwefeldämpfe, Wasser und Lehm ausgeschleudert werden.
- El Salitre, eine Reihe von warmen Wasserlagunen,  die Thermalquellen erreichen Temperaturen  bis  zu  96 ° Celsius und das Wasser fließt über den 13 Kilometer langen Rio Agua Caliente in den Rio Paz ab. Besonders die Thermalquellen sind bei Touristen gern gesehene Begleiterscheinungen des Vulkanismus.
- Central Geotérmica de Ahuachapan, ein 95-MW-Kraftwerk